# José Luis Rebollo
José Luis Rebollo Aguado (Madrid, 8 de octubre de 1972) es un exciclista español que fue profesional entre 1998 y 2004 ininterrumpidamente.

## Trayectoria
Debutó como profesional en el ciclismo portugués, en el equipo Recer-Boavista, tras lograr éxitos en el ciclismo amateur como en el año 1995 en la Vuelta a la Comunidad de Madrid. Poco después saltó al ciclismo español de primer nivel donde permaneció hasta su retirada.
Su mayor éxito como profesional fue la victoria en el Challenge de Mallorca de 1999.

## Palmarés
1998
- 1 etapa de la Vuelta a Portugal

1999
- Challenge de Mallorca
- Trofeo Luis Ocaña

2001
- 1 etapa de la Vuelta a Portugal

## Resultados en Grandes Vueltas
| Carrera | Carrera            | 1998 | 1999 | 2000 | 2001 | 2002 | 2003 | 2004 |
| ------- | ------------------ | ---- | ---- | ---- | ---- | ---- | ---- | ---- |
|         | Giro de Italia\| — | —    | —    | —    | —    | —    | —    | —    |
|         | Tour de Francia    | —    | 75.º | —    | —    | —    | —    | —    |
|         | Vuelta a España    | —    | —    | —    | 30.º | 46.º | 43.º | 51.º |

—: no participa

Ab.: abandono

## Equipos
- Recer-Boavista (1998)
- ONCE-Deutsche Bank (1999)
- Vitalicio Seguros (2000)
- Festina (2001)
- Relax (2002-2004)
  - Colchón Relax-Fuenlabrada (2002)
  - Relax-Fuenlabrada (2003)
  - Relax-Bodysol (2004)